# 流程挖掘
流程挖掘(英語：Process mining)，也叫工作流挖掘，是一种从工作流日志中提取有用信息的技术。例如，从ERP系统的工作流日志中寻找工作流模型，组织模型，然后作分析，找出流程中的问题。

## 流程挖掘的种类
目前工作流挖掘根据挖掘角度可以分为工作流模型挖掘、工作流组织结构挖掘、以及工作流工作分配等。

## 流程挖掘工具
目前比较著名的学术化工作流挖掘工具有荷兰埃因霍温技术大学的PROM。
而比较著名的商业化工作流挖掘工具有芬兰上市公司QPR Software的QPR ProcessAnalyzer。